# Jurassic Park 3: The DNA Factor
Jurassic Park III: The DNA Factor est un jeu vidéo d'action développé par Konami Computer Entertainment Hawaii et édité par Konami, sorti en 2001 sur Game Boy Advance. Il est adapté du film Jurassic Park III.

## Accueil
- Jeuxvideo.com : 12/20[1]